# Cattedrale di Zagabria
La cattedrale di Zagabria (in croato Zagrebačka katedrala) è una cattedrale cattolica di Zagabria, in Croazia. Dedicata all'Assunzione di Maria ed ai due re Stefano I e Ladislao I, la chiesa rappresenta l'edificio di culto più alto del paese. Costruita originariamente in epoca medievale, la cattedrale custodisce un tesoro d'inestimabile valore con oggetti risalenti dall'XI al XIX secolo. In essa riposano le spoglie di numerosi protagonisti della storia croata.

## Storia e descrizione
La costruzione della cattedrale ebbe inizio nel 1093. L'edificio fu completato nel 1217 e venne consacrato dal re Andrea II. Nel 1242, nel corso dell'invasione mongola dell'Europa orientale, la cattedrale fu distrutta dagli invasori. Qualche anno dopo il vescovo Timoteo (1263 - 1287) decise di far costruire una nuova cattedrale sulle rovine di quella distrutta. Il nuovo edificio fu dedicato al re ungherese Stefano I.
Alla fine del XV secolo le armate dell'Impero ottomano invasero la Croazia e la Bosnia. Fu quindi deciso di costruire delle mura di fortificazione, alcune delle quali sono ancora intatte. Nel XVII secolo fu eretta una torre di guardia fortificata in stile rinascimentale, utilizzata come punto di osservazione militare al fine di contrastare la minaccia ottomana. La torre prese il nome di Torre Bakac, in onore dell'allora arcivescovo di Esztergom Toma Bakac.
La cattedrale venne seriamente danneggiata dal terremoto di Zagabria del 1880. La navata principale crollò e la torre fu danneggiata irreparabilmente. Il restauro della cattedrale in stile neogotico fu condotto da Hermann Bollé. L'attuale fisionomia dell'edificio risale a quel periodo. Durante il restauro due grandi guglie di 80 metri furono erette sul lato occidentale della struttura. Entrambe le guglie sono attualmente sottoposte a lavori di manutenzione, parte di un restauro complessivo della cattedrale. La chiesa è esternamente lunga 77 metri e larga 48,20 metri. La sua superficie interna è pari a 1.671 m² e può accogliere fino ad un massimo di 5.000 persone.
All'interno della cattedrale sono custodite le spoglie del Beato Alojzije Stepinac. Un rilievo che lo raffigura insieme a Cristo, opera dello scultore Ivan Meštrović, è presente nell'edificio. La cattedrale è raffigurata sul retro delle banconote da 1000 kuna emesse nel 1993. Nel 1994 l'allora papa Giovanni Paolo II, in visita al paese, celebrò la preghiera dei Vespri nella cattedrale della capitale croata, e ugualmente fece il suo successore Benedetto XVI nel 2011.
La cattedrale è stata danneggiata durante il terremoto di Zagabria del 2020.

## Galleria d'immagini

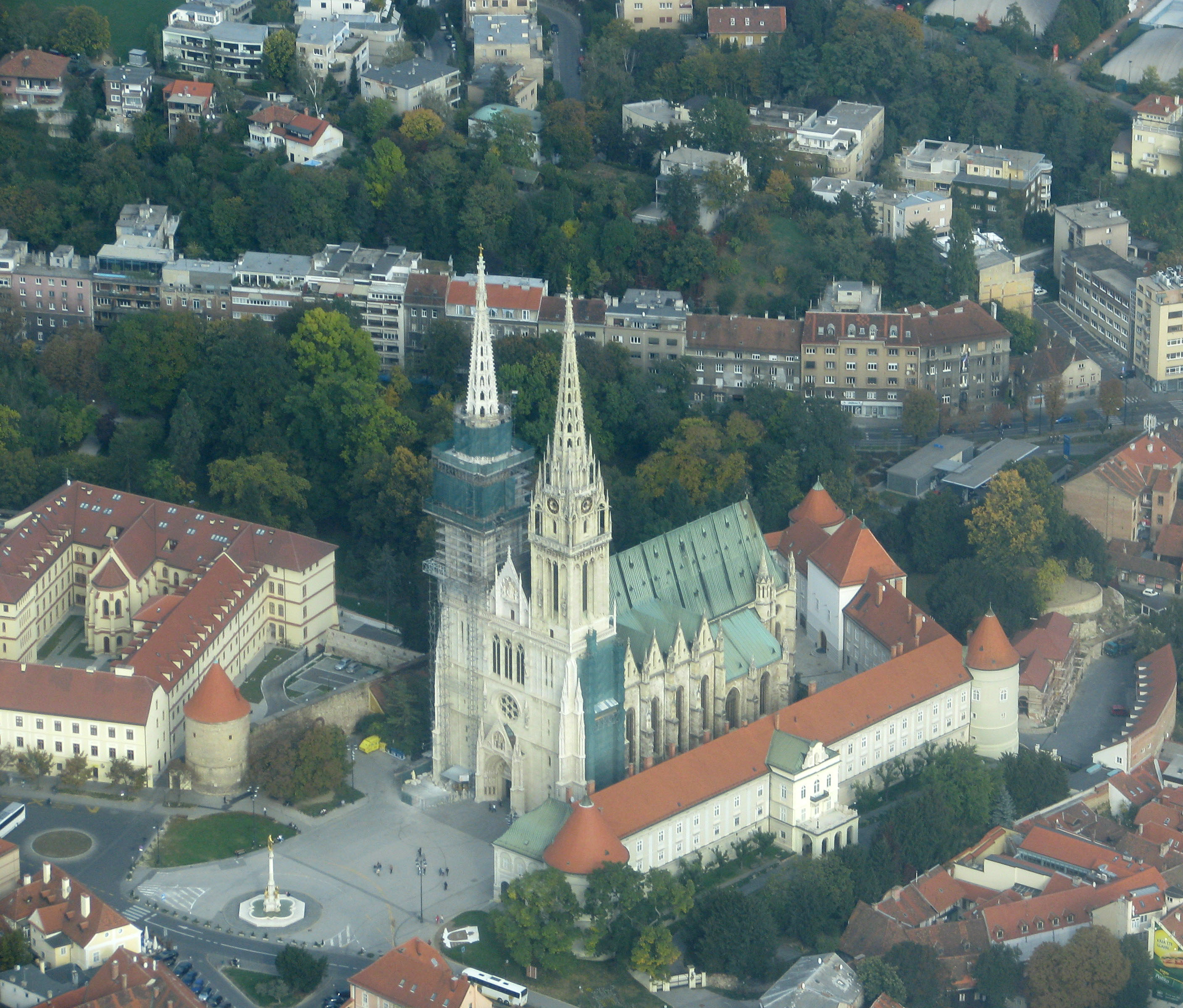
Veduta dall'alto
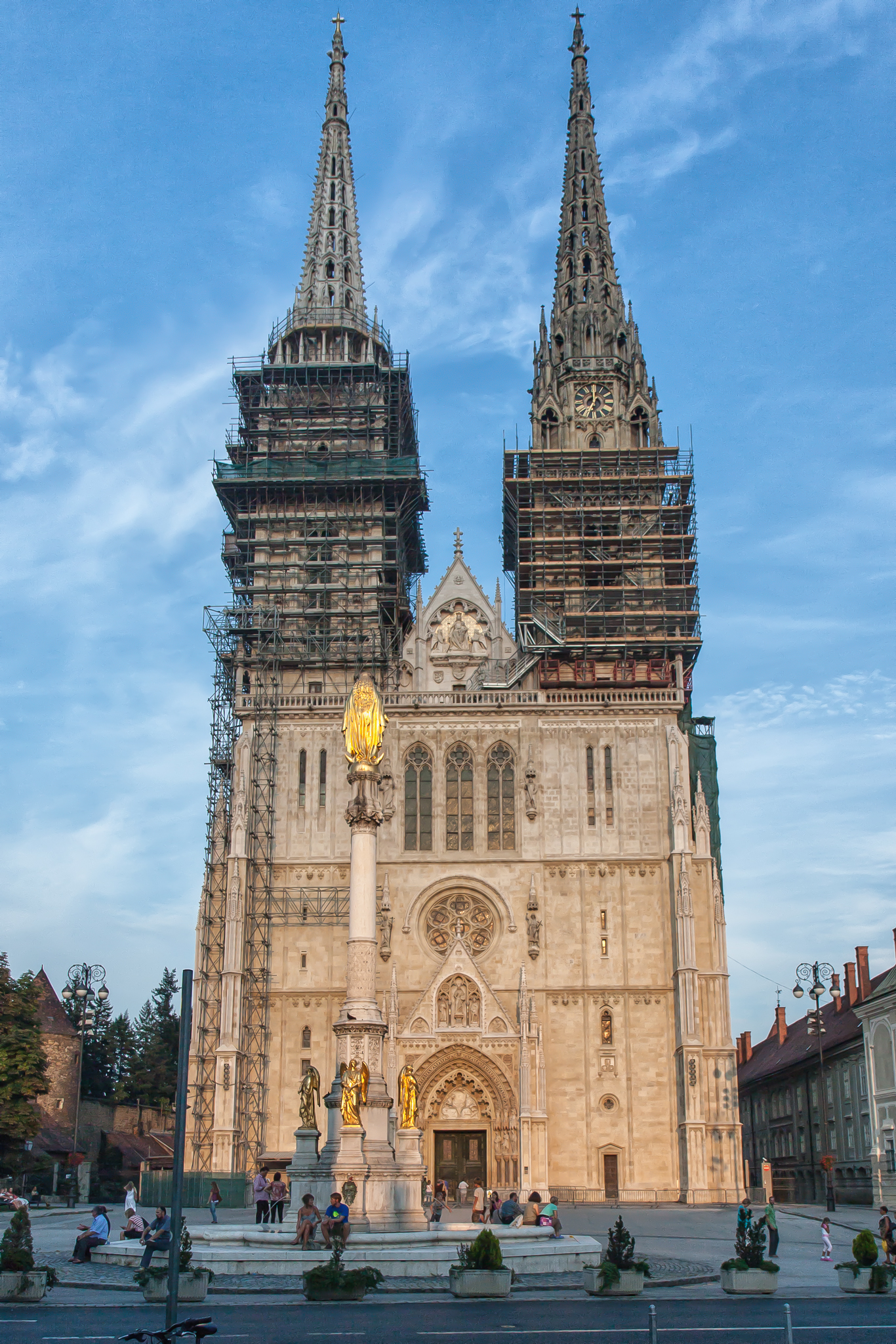
La facciata
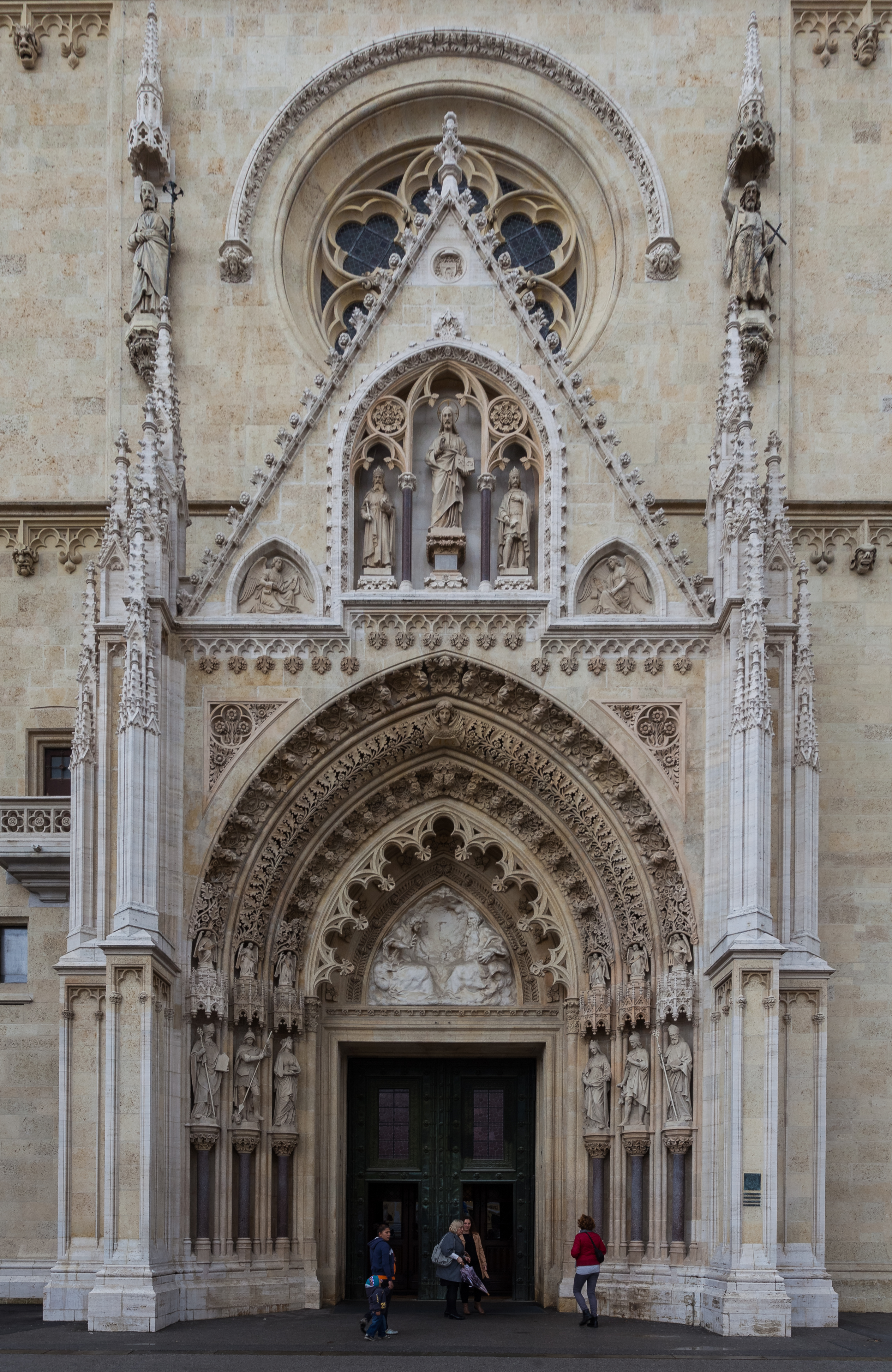
L'ingresso
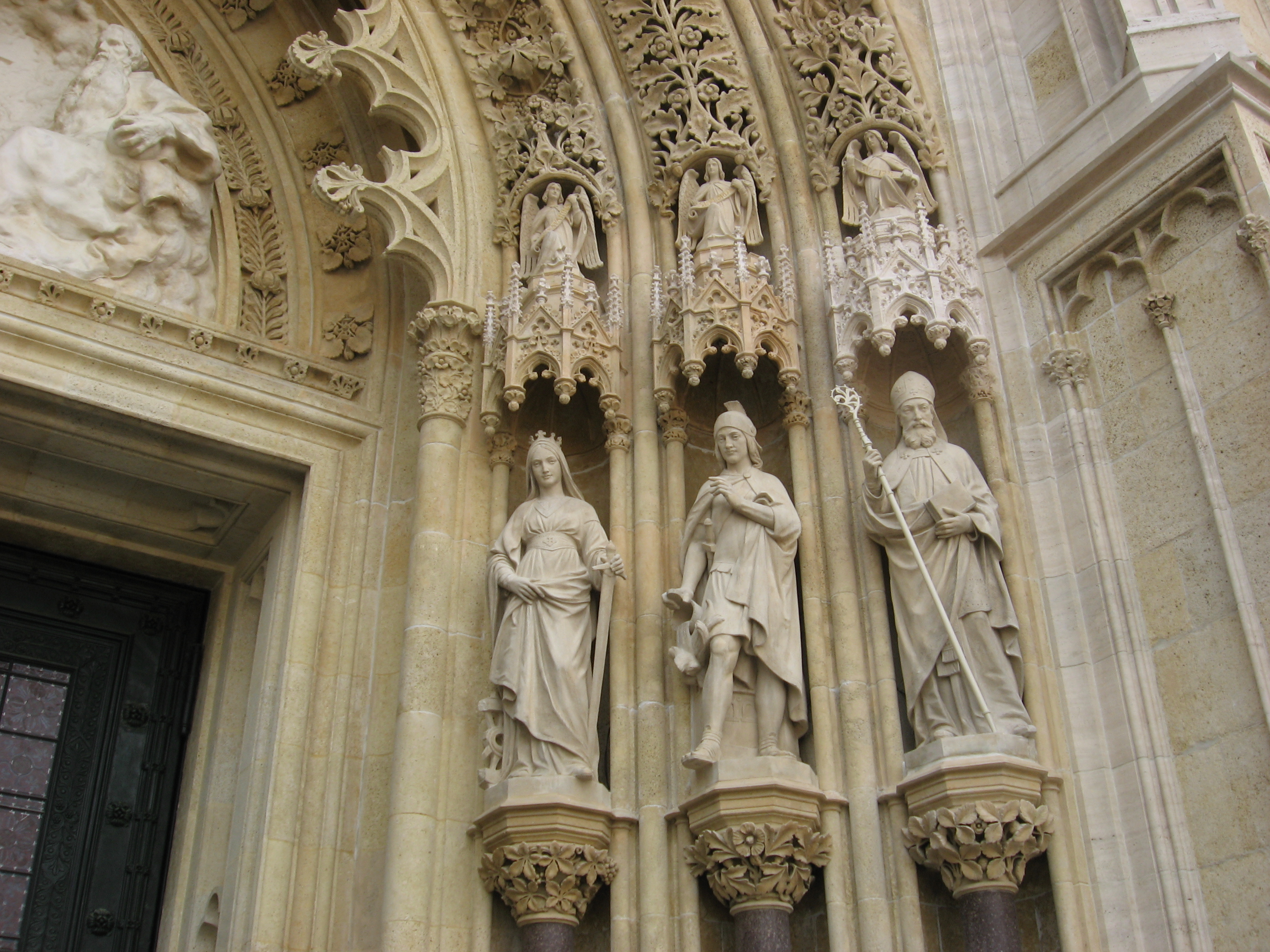
Sculture dell'ingresso
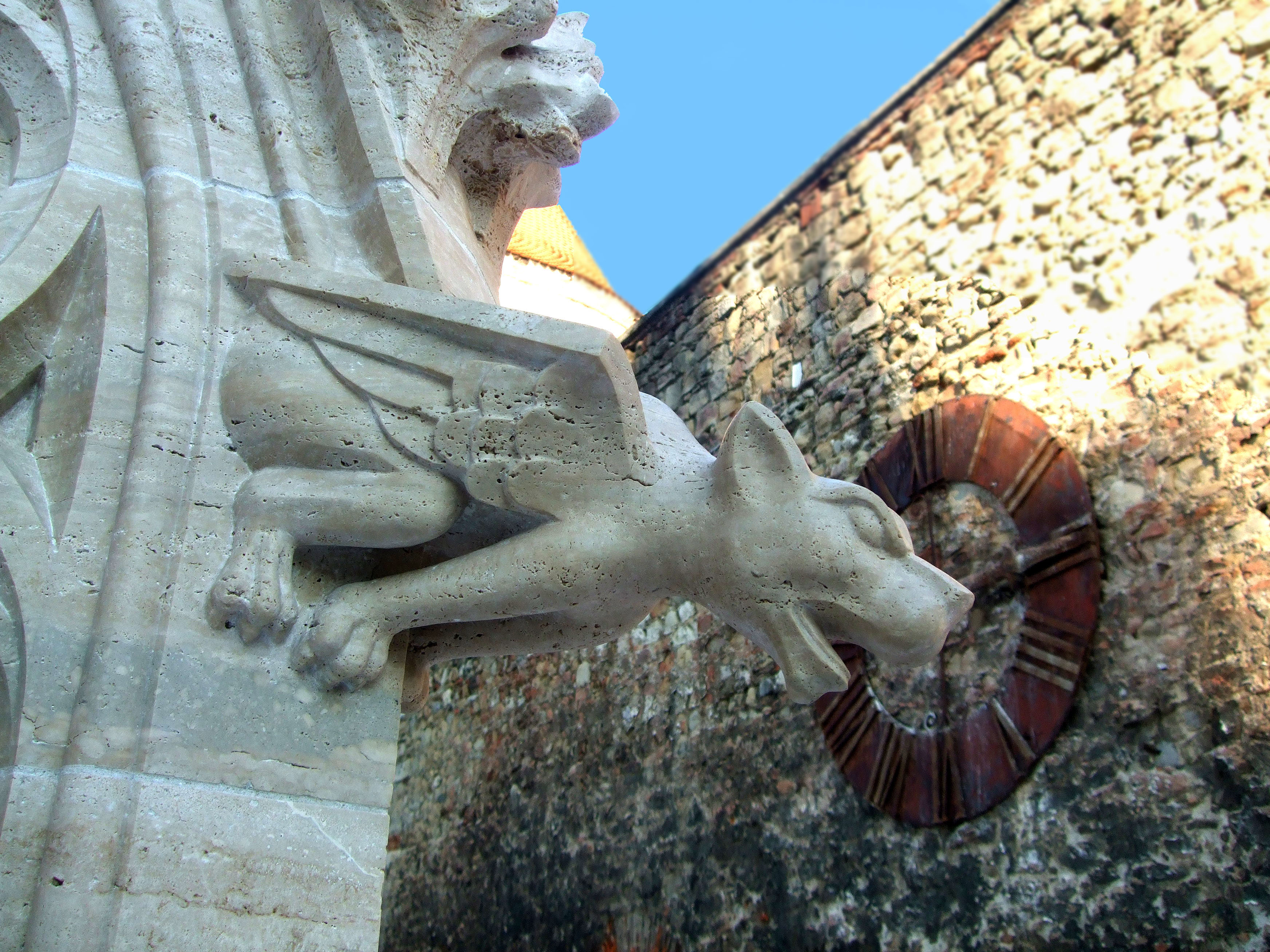
Una gargolla
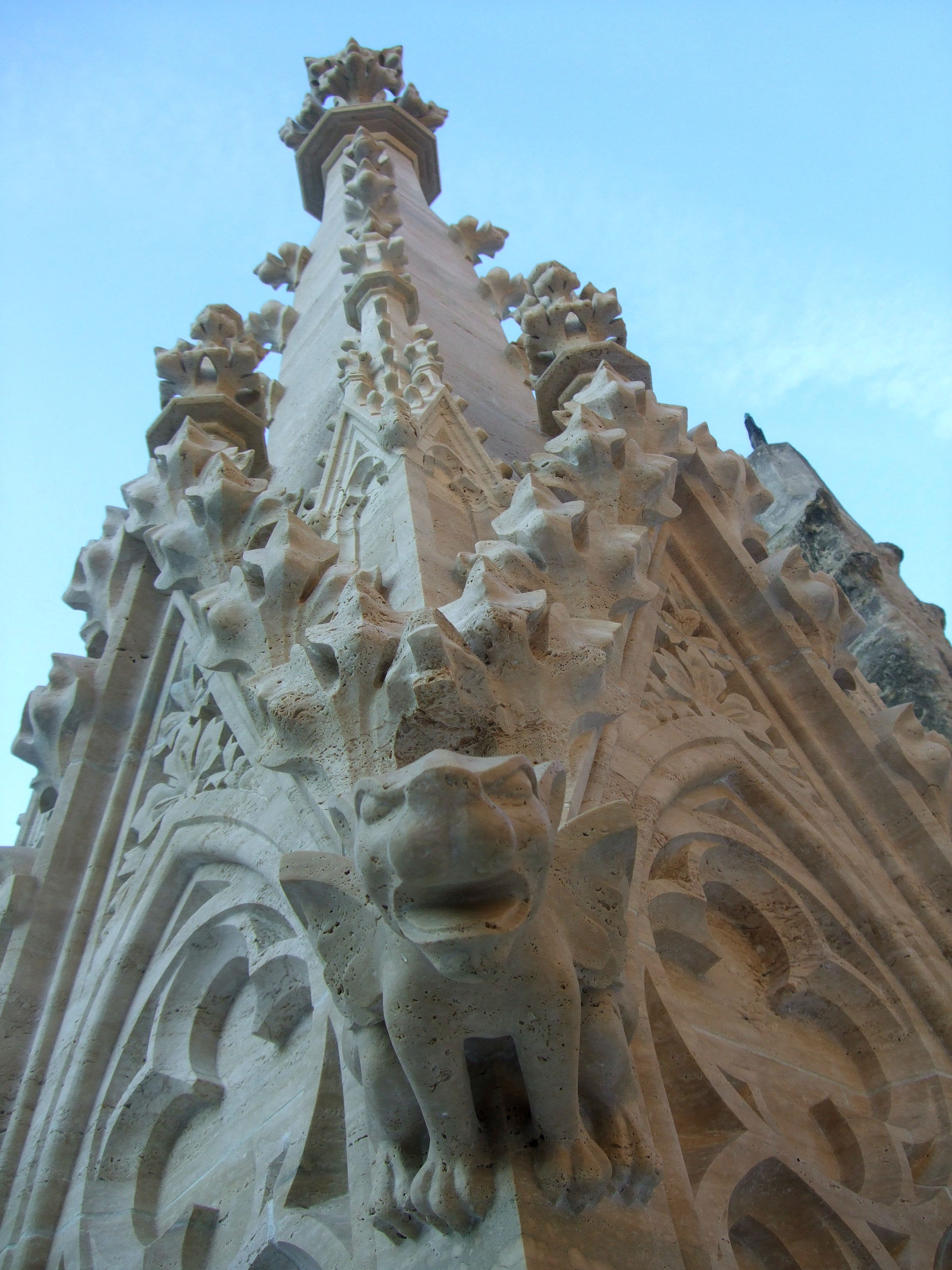
Dettagli di una torre
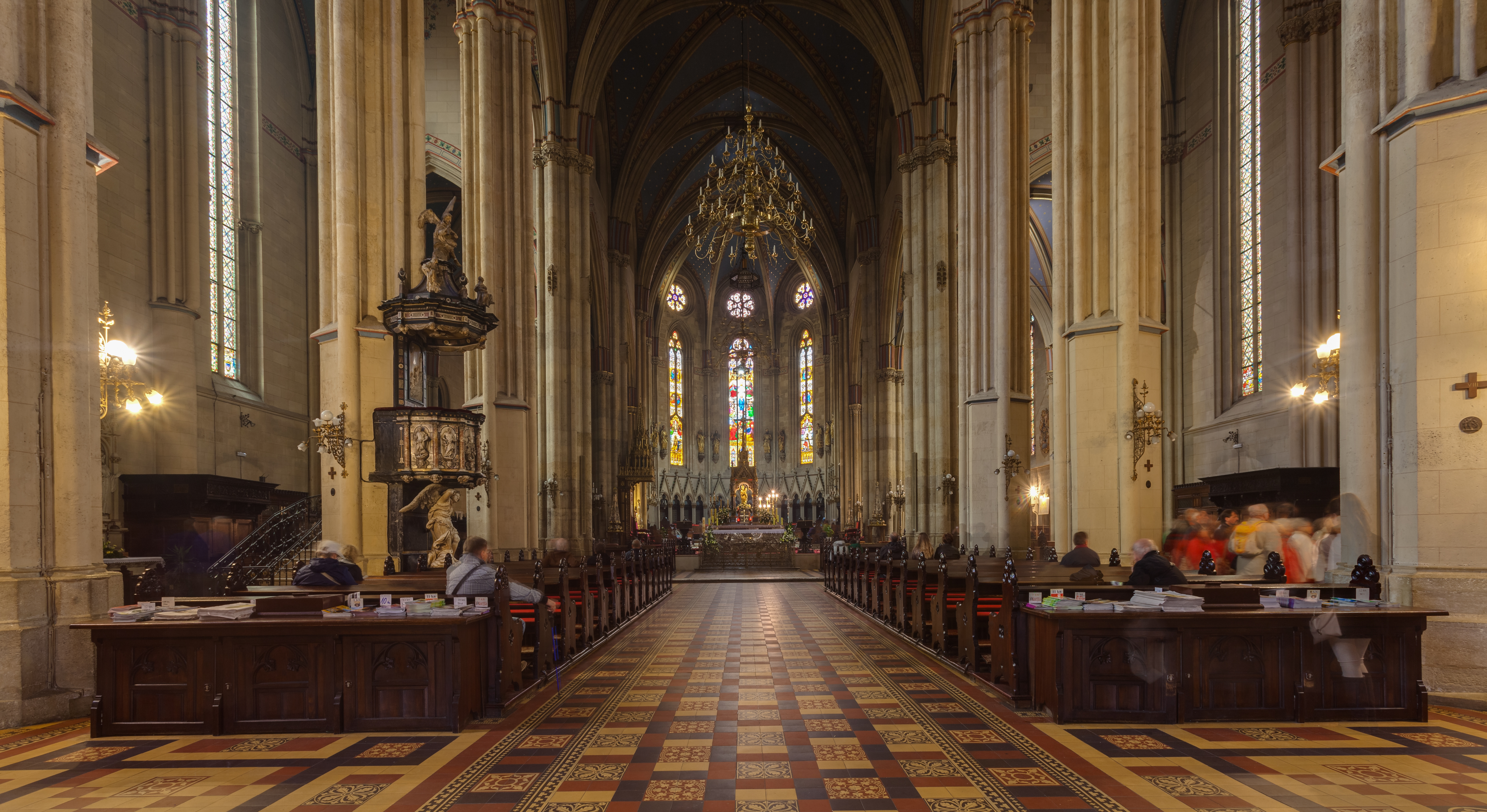
Navata
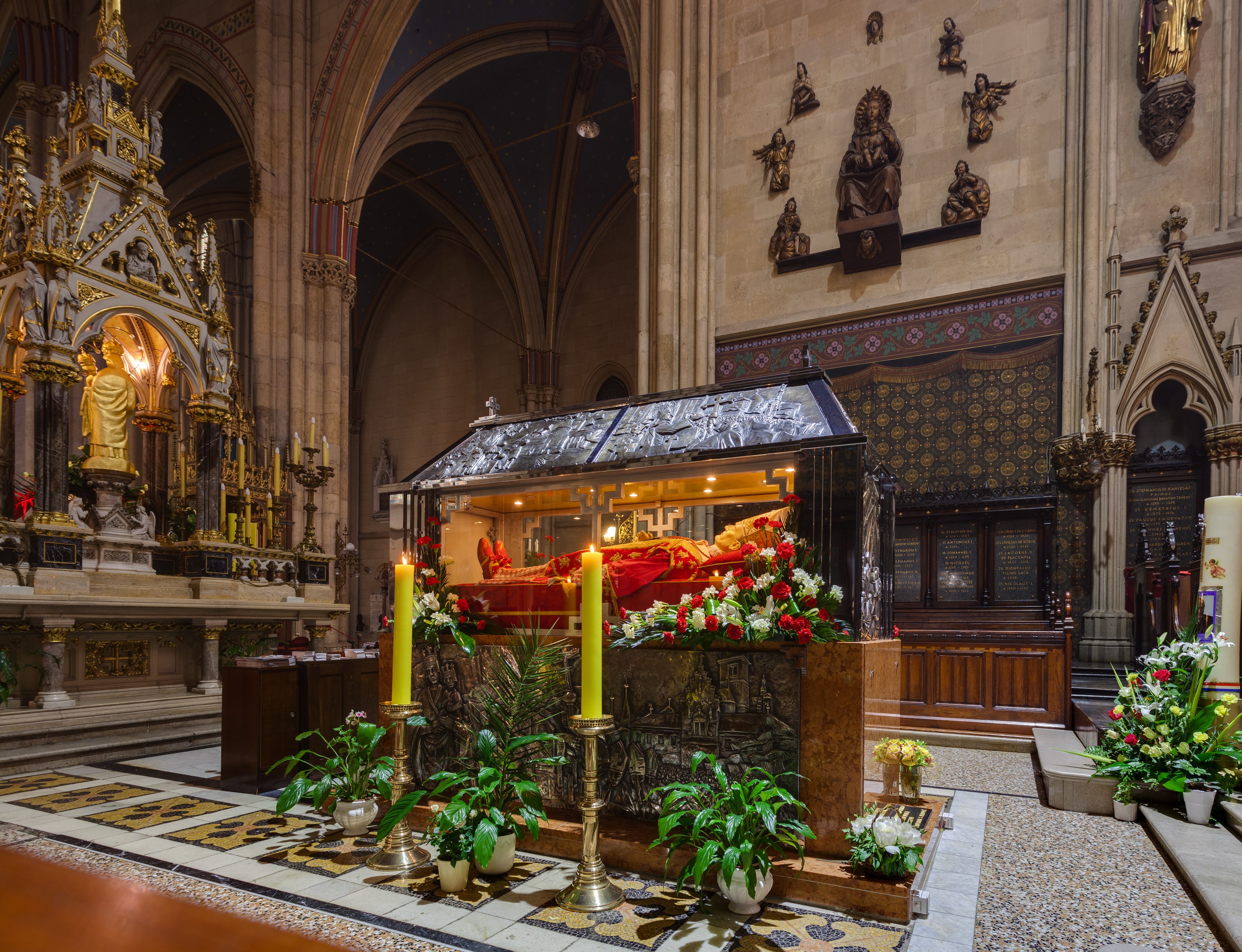
Sarcofago di Alojzije Stepinac
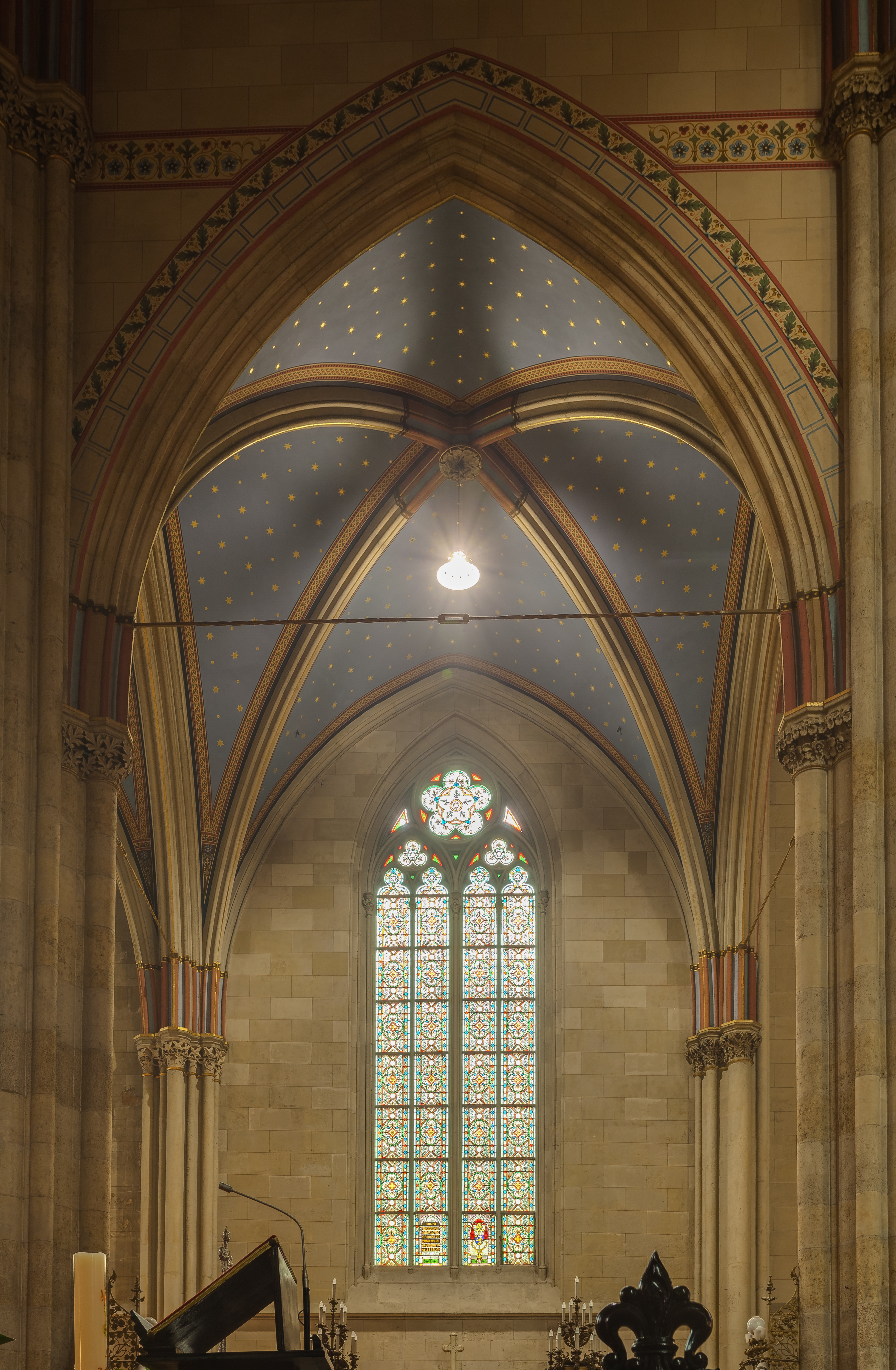
Abitacolo
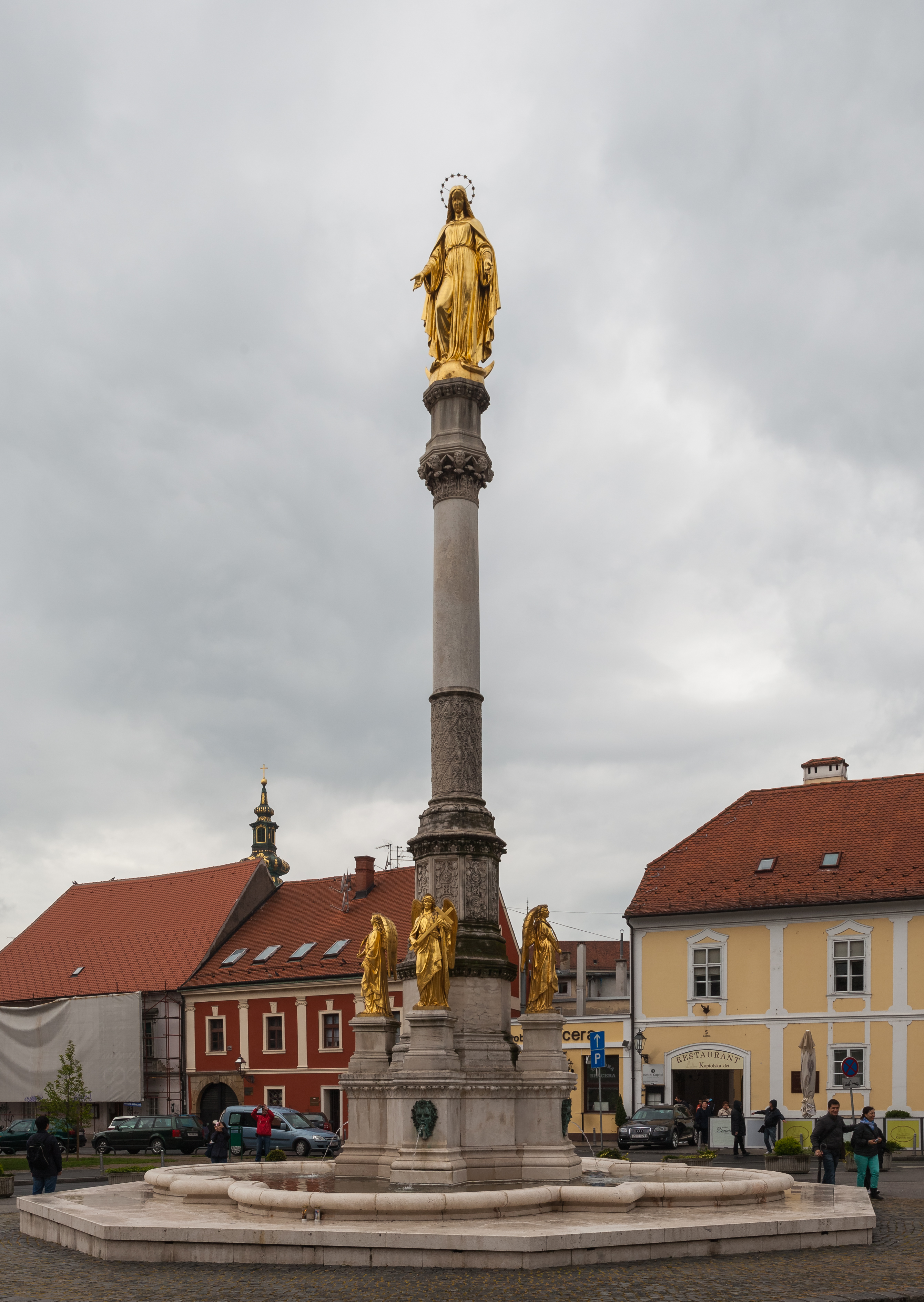
Colonna di Maria
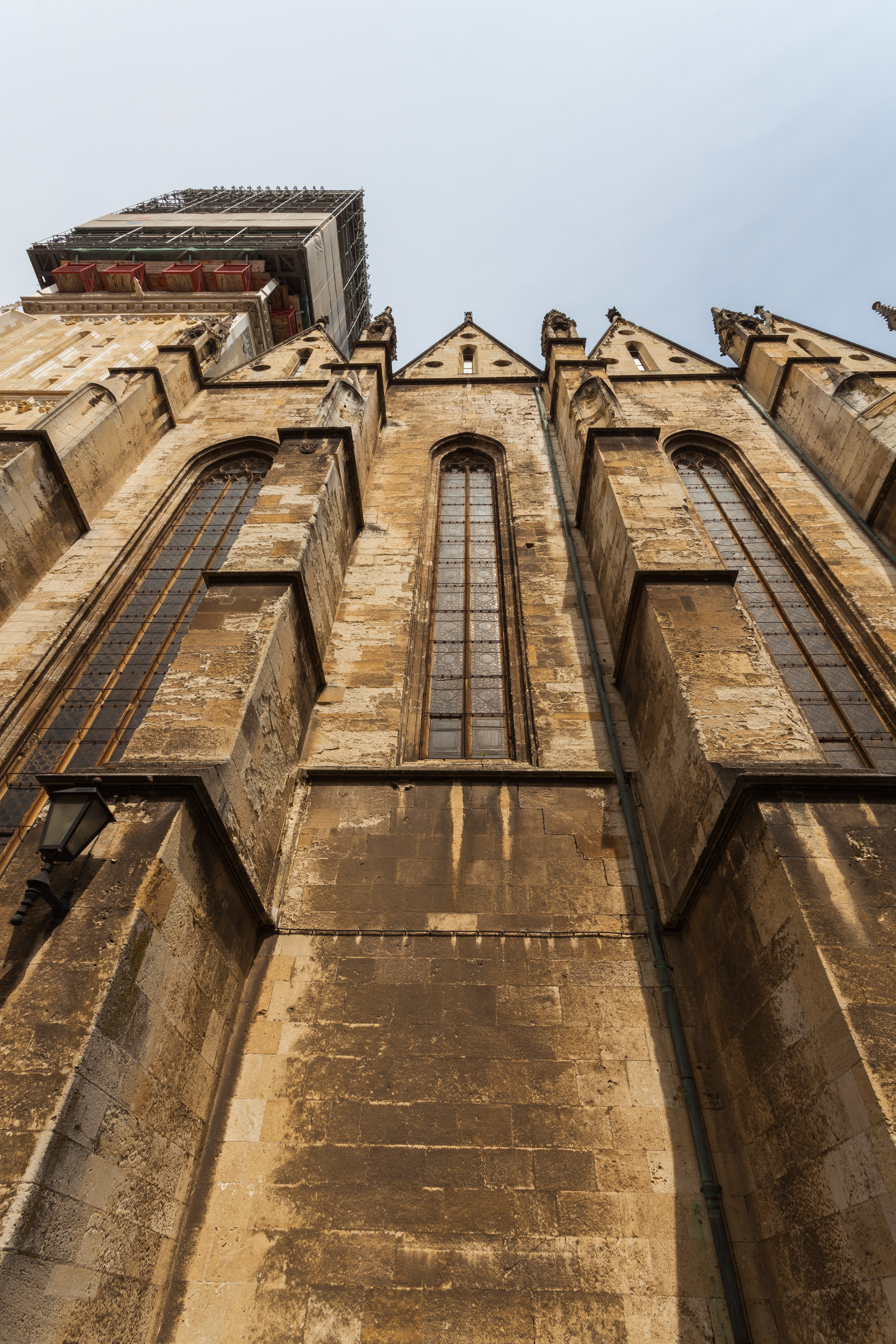
Vista laterale
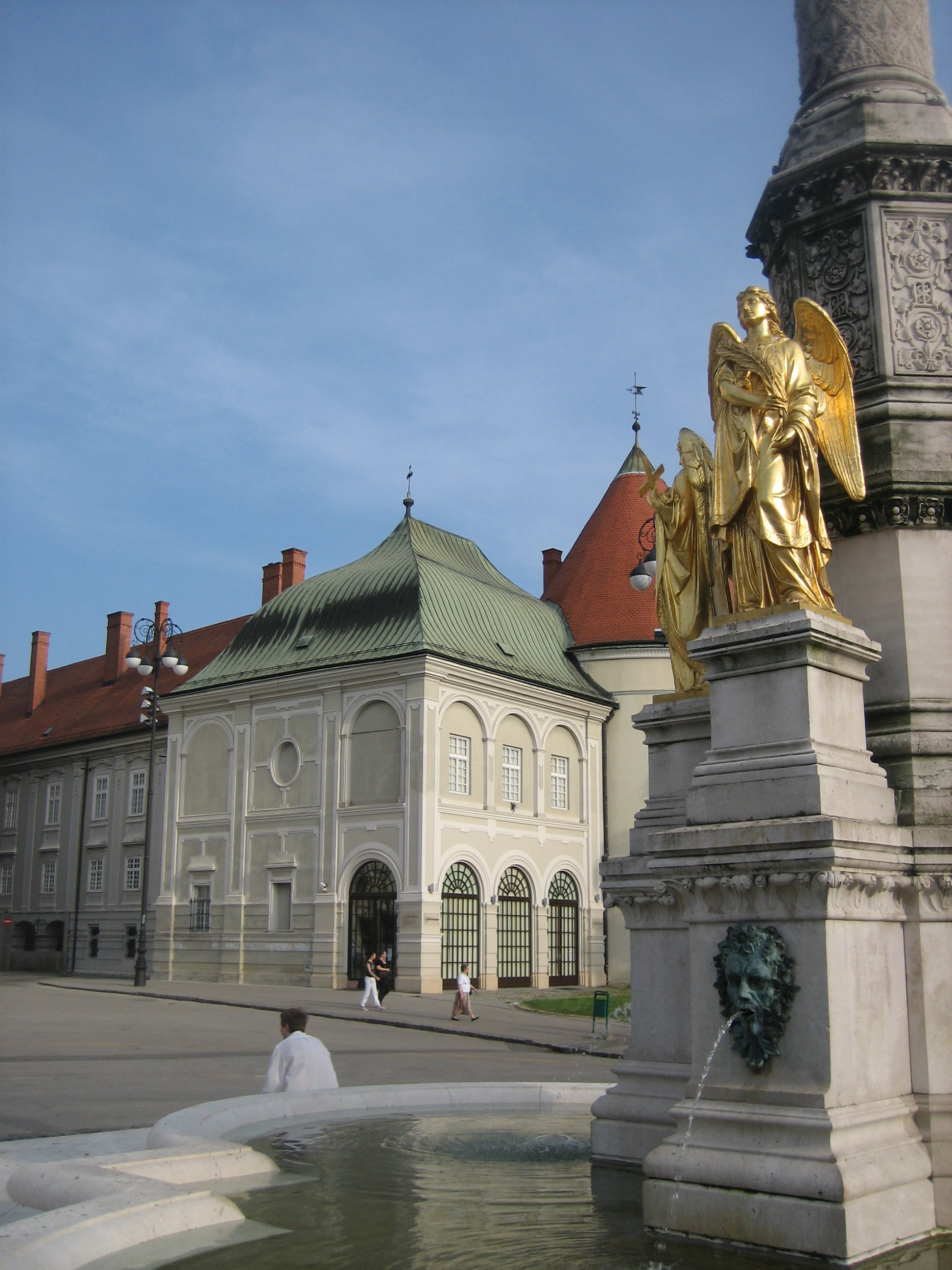
La Piazza della Cattedrale
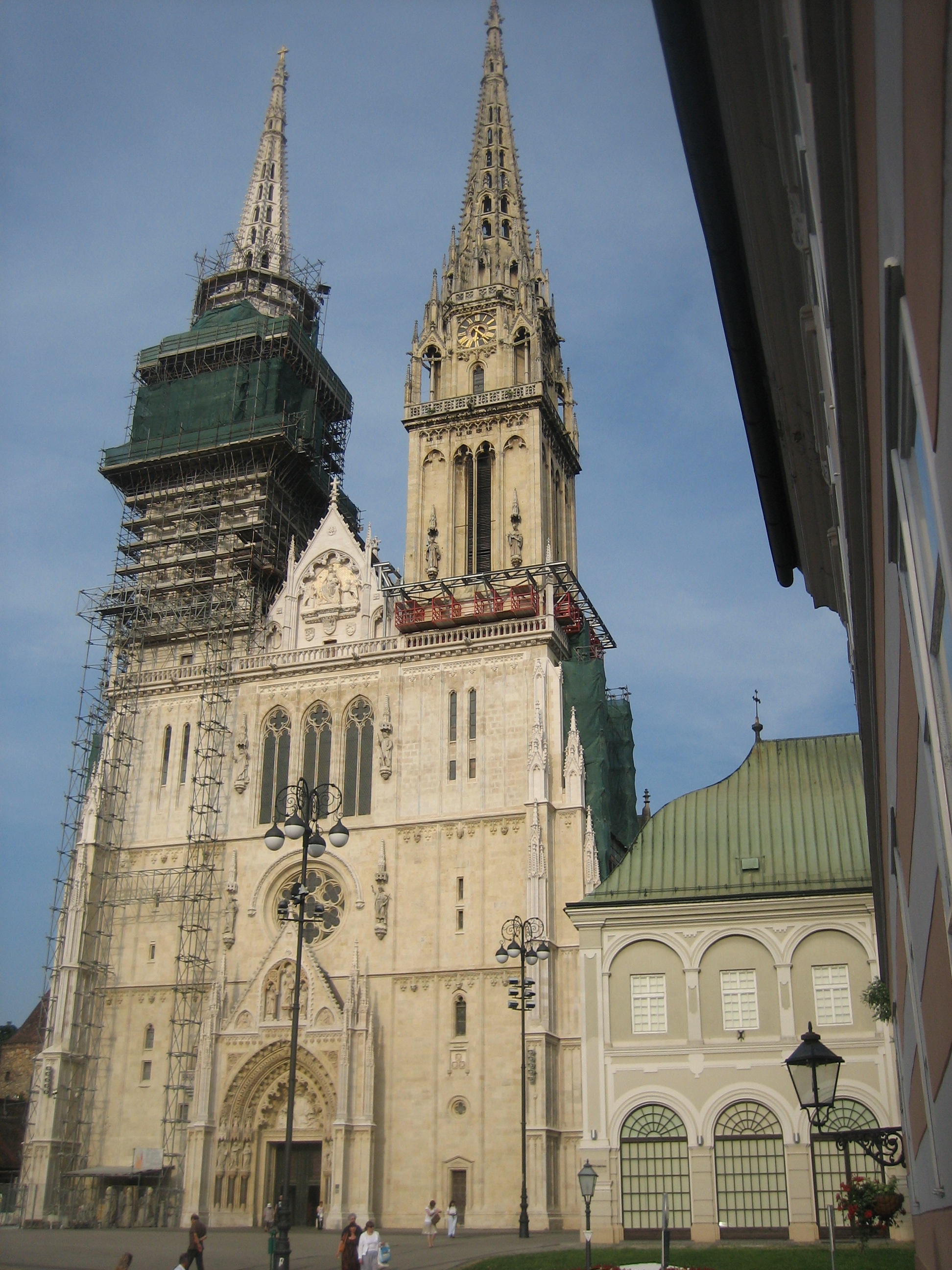
L'arrivo nella Piazza della Cattedrale
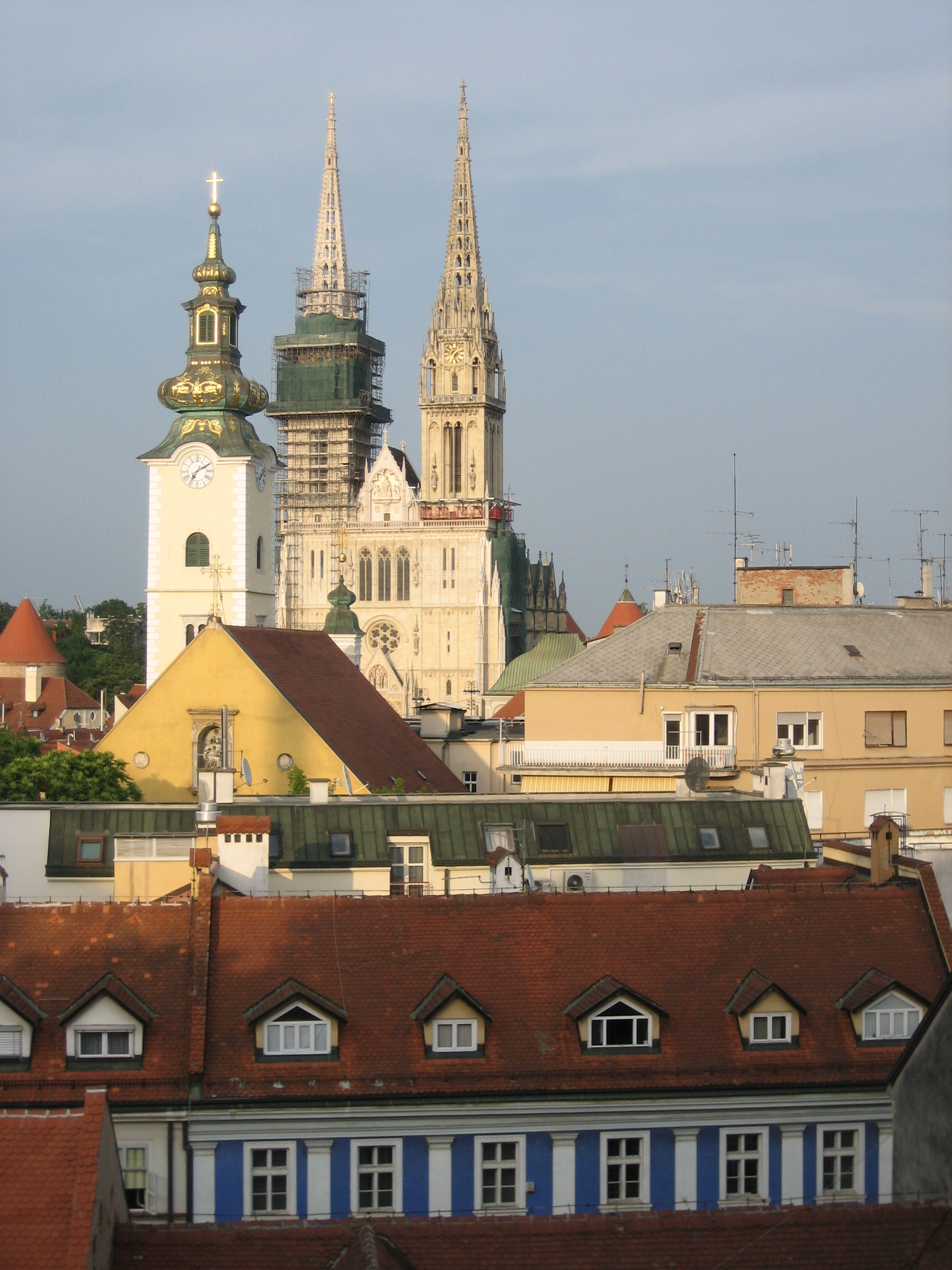
Panorama di Zagabria con la Cattedrale